# Rue Louis-Astruc
Pour les articles homonymes, voir Astruc.
La rue Louis-Astruc est une voie marseillaise située dans le 5e arrondissement de Marseille. 

## Situation et accès
Elle va du boulevard Chave à la rue Saint-Pierre.
Cette voie en ligne droite se situe dans les quartiers du Camas et de La Conception. Elle longe de nombreux immeubles résidentiels.
La rue mesure 340 mètres de long et 12 mètres de large.

## Origine du nom
La rue doit son nom à Louis Astruc (1857-1904), poète et autodidacte français, membre-fondateur de l’Escolo dei Felibre de la Mar, après délibération du Conseil municipal du 14 janvier 1908. 

## Historique
La rue est classée dans la voirie de Marseille par arrêté municipal du 20 février 1906.
Elle s'appelait auparavant « Rue de la Conception », nom désormais repris par une rue du 4e arrondissement.

## Bâtiments remarquables et lieux de mémoire
- Au croisement avec les rues Saint-Pierre et Ferrari se trouve l’entrée nord de l’hôpital de la Conception.